# Тони Лип
Фрэнк Энтони Валлелонга-старший (англ. Frank Anthony Vallelonga Sr.; 30 июля 1930 — 4 января 2013), более известный как Тони Лип (англ. Tony Lip) — американский актёр и писатель, наиболее известный по роли криминального авторитета Кармайна Лупертацци в сериале HBO «Клан Сопрано».
Он изобразил реальных гангстеров Филиппа Джакконе из преступного клана Бонанно в «Донни Браско» и Фрэнки Манцо из преступной семьи Лукки в «Славных парнях». Он впервые встретился в ночном клубе Копакабана с Фрэнсисом Фордом Копполой и Луи ДиДжиамо, что привело его к небольшой роли в фильме «Крестный отец», ставшей его дебютом в кино. Он также стал соавтором книги «Заткнись и ешь!» (2005).
В начале 1960-х Тони Валлелонга был водителем и телохранителем афроамериканского классического пианиста Дона Ширли, об их знакомстве и дружбе снят фильм «Зелёная книга» 2018 года.

## Ранний период жизни
Фрэнк Энтони Валлелонга родился в Бивер-Фолс, штат Пенсильвания в семье итальянцев, Назарены и Николаса Валлелонга. Его семья переехала в Бронкс, когда он был младенцем, и он вырос на 215-й улице около дома друга детства Джона Готти. В детстве он получил прозвище «Болтун» как отсылку к его репутации за способность уговаривать людей делать то, что он от них хотел.

## Карьера
С 1951 по 1953 год он служил в армии США и находился в Германии. Он работал в Копакабане, начиная с 1961 года, как метрдотель и руководитель, и встретил много известных людей.
Он работал вышибалой, когда был нанят, чтобы возить и защищать пианиста Дона Ширли в туре по югу США во времена действия законов Джима Кроу с 1962 по 1963 год. Этот тур лёг в основу фильма, основанного на реальных событиях, «Зелёная книга» 2018 года, сценарий которого был написан при участии его сына, Ника Валлелонга, и в котором образ Липа воплотил Вигго Мортенсен.

## Личная жизнь и смерть
Тони Лип проживал в Парамесе, штат Нью-Джерси, со своей женой Долорес Валлелонга (урожденная Венера), которая умерла в 1999 году.
Фрэнк Энтони умер 4 января 2013 года в Теанеке, штат Нью-Джерси, в возрасте 82 лет. У него остались сыновья: Ник Валлелонга и Фрэнк Валлелонга-младший, брат Руди Валлелонга и один внук.

## Фильмография
| Год       |    | Русское название     | Оригинальное название                                     | Роль                     |
| --------- | -- | -------------------- | --------------------------------------------------------- | ------------------------ |
| 1972      | ф  | Крёстный отец        | The Godfather                                             | гость на свадьбе         |
| 1974      | ф  | Безумный Джо         | Crazy Joe                                                 | гангстер                 |
| 1974      | ф  | Супер-копы           | The Super Cops                                            | киллер в Детройте        |
| 1975      | ф  | Собачий полдень      | Dog Day Afternoon                                         | коп в аэропорту          |
| 1980      | ф  | Бешеный бык          | Raging Bull                                               | посетитель ночного клуба |
| 1982      | ф  | Отпор                | Fighting Back                                             | охранник мафии           |
| 1984      | ф  | Папа Гринвич-Виллидж | The Pope of Greenwich Village                             | Фрэнк                    |
| 1985      | ф  | Год дракона          | Year of the Dragon                                        | Ленни Карранца           |
| 1987      | ф  | Сердце               | Heart                                                     | Макс                     |
| 1988      | ф  | Последний ритуал     | Last Rites                                                | Кэбби                    |
| 1989      | с  | Гидеон Оливер        | Gideon Oliver                                             | Альберт                  |
| 1989      | ф  | Взаперти             | Lock Up                                                   | охранник                 |
| 1990      | ф  | Славные парни        | Goodfellas                                                | Фрэнки                   |
| 1991      | ф  | 29-я улица           | 29th Street                                               | Никки                    |
| 1992      | ф  | Кровь невинных       | Innocent Blood                                            | Фрэнк                    |
| 1992—1996 | с  | Закон и порядок      | Law & Order                                               | Бобби Мерроуз            |
| 1993      | ф  | Кто этот тип?        | Who's the Man?                                            | Вито Паскуале            |
| 1994      | ф  | Блестящая маска      | A Brilliant Disguise                                      | Пит                      |
| 1995      | ф  | Королевство слепых   | In the Kingdom of the Blind, the Man with One Eye Is King | Пауль                    |
| 1997      | ф  | Донни Браско         | Donnie Brasco                                             | Филли Лакки              |
| 1998      | ф  | Рожденные в Бруклине | A Brooklyn State of Mind                                  | бармен                   |
| 1998      | тф | Изгой                | Exiled: A Law & Order Movie                               | строитель                |
| 2001—2007 | с  | Клан Сопрано         | The Sopranos                                              | Кармайн Лупертацци       |
| 2005      | ф  | Крестное знамение    | The Signs of the Cross                                    | Марио                    |
| 2006      | ф  | Игра Ва-Банк         | All In                                                    | Даркман                  |
| 2008      | ф  | Путь клинка          | Stiletto                                                  | Гас                      |